# Etmopterus sentosus
Etmopterus sentosus es una especie de pez de la familia Dalatiidae en el orden de los Squaliformes.

## Morfología
Los machos pueden alcanzar 27 cm de longitud total.

## Reproducción
Es ovovivíparo.

## Hábitat
Es un pez de mar y de aguas profundas que vive entre 200-500 m de profundidad.

## Distribución geográfica
Se encuentra desde Kenia hasta Sudáfrica (incluyendo Madagascar).